# Kyonemichthys rumengani
Kyonemichthys rumengani ist eine sehr kleine Seenadelart, die erst 2007 beschrieben wurde und nach ihrem Entdecker Noldy Rumengan benannt wurde. Die Erstbeschreibung erfolgte auf der Grundlage eines einzelnen, erwachsenen, weiblichen Exemplars von 26,8 mm Gesamtlänge, das in den Lembeh-Straße bei Sulawesi (Indonesien) gefangen wurde. Für die Art wurde die neue Gattung Kyonemichthys aufgestellt, der Name der Gattung soll auf die fadenförmige Gestalt der Fische mit ihrem geschwollenen Rumpf hinweisen (Gr.: „kyo“ = geschwollen, „nema“ = Faden, „ichthys“ = Fisch).

## Merkmale
Kyonemichthys rumengani gehört zu den kleinsten Vertretern der Seenadeln. Das Fischchen ähnelt im äußeren Erscheinungsbild den Zwerg-Nadelpferdchen mit den Gattungen Acentronura, Amphelikturus und Idiotropiscis, hat aber einen kürzeren Rumpf mit neun Rumpfringen (im Vergleich zu 11–15) und einen längeren Schwanz mit 51 Schwanzringen (im Vergleich zu 37–46). Die Rückenflosse sitzt weiter hinten und setzt erst am achten Schwanzring an. Normalerweise beginnt die Rückenflossenbasis am Rumpf, spätestens am zweiten Schwanzring. Kopf und Schnauze sind kurz, der Kopf ist gegenüber der Körperachse um etwa 25° abgeknickt. Der Rumpf ist auffällig geschwollen und in der Mitte eingeschnürt. Der Schwanz hat keine Schwanzflosse und ist als Greiforgan einsetzbar, aber anscheinend nicht so beweglich wie der der Zwerg-Nadelpferdchen.

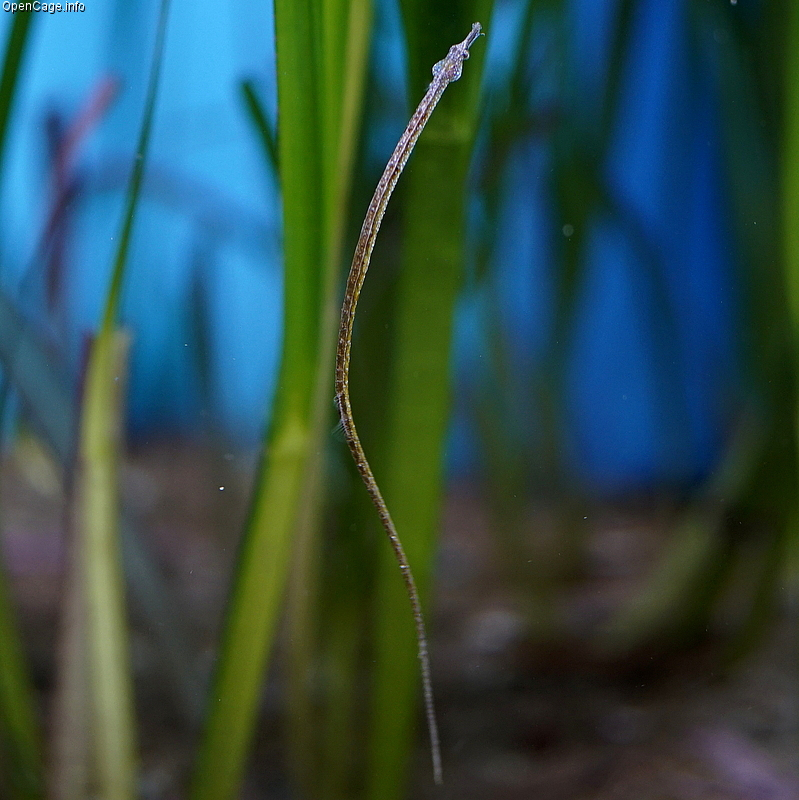
Urocampus nanus

Außer mit den Zwerg-Nadelpferdchen hat Kyonemichthys rumengani einige Gemeinsamkeiten mit seiner Schwestergruppe, der Seenadelgattung Urocampus, die an den Küsten Australiens und Japans vorkommt. Dazu gehören die kurze Schnauze, die weit hinten stehende Rückenflosse, die geringe Anzahl von Rumpfringen und die hohe Anzahl von Schwanzringen.
Kyonemichthys rumengani lebt über Debris und über Schlamm- und Schlickböden.

## Belege
1. ↑  Nozomi Hanahara, Miyako Tanimoto u. Naoki Shirakawa. 2022. Kyonemichthys rumengani (Teleostei: Syngnathidae) is Sister Taxon to the Pipefish Genus Urocampus: Genetic and Morphological Evidence. Species Diversity. 27(2); 293-299. DOI: 10.12782/specdiv.27.293